# American Jazz Hall of Fame
De American Jazz Hall of Fame was een Amerikaanse jazzprijs die in 1982 werd ingesteld en jaarlijks (tot 2009) werd verleend om personen te eren die een bijzondere betekenis in de geschiedenis van de jazz hebben. 
De prijs werd ingesteld door de New Jersey Jazz Society en het Institute of Jazz Studies van Rutgers University, het belangrijkste onderzoeksinstituut op het gebied van jazz in Amerika. Was de artiest nog in leven, dan werd de onderscheiding persoonlijk uitgereikt wanneer de muzikant in de regio rond New York optrad.

## Lijst van musici die in de Hall of Fame zijn opgenomen (tot 2009)
- Nat Adderley
- Cannonball Adderley
- Toshiko Akiyoshi
- Red Allen
- Albert Ammons
- Gene Ammons
- Lil Hardin Armstrong
- Louis Armstrong
- Buster Bailey
- Mildred Bailey
- Chet Baker
- Danny Barker
- Charlie Barnet
- Kenny Barron
- Count Basie
- Sidney Bechet
- Bix Beiderbecke
- Louis Bellson
- Bunny Berigan
- Chu Berry
- Barney Bigard
- Eubie Blake
- Art Blakey
- Jimmy Blanton
- Ruby Braff
- Bob Brookmeyer
- Clifford Brown
- Lawrence Brown
- Ray Brown
- Dave Brubeck
- Ray Bryant
- Cab Calloway
- Harry Carney
- Betty Carter
- Benny Carter
- Ron Carter
- Al Casey
- Sid Catlett
- Paul Chambers
- Doc Cheatham
- Charlie Christian
- Kenny Clarke
- Buck Clayton
- Jimmy Cobb
- Al Cohn
- Nat King Cole
- Cozy Cole
- Bill Coleman
- Ornette Coleman
- John Coltrane
- Eddie Condon
- Tadd Dameron
- Kenny Davern
- Miles Davis
- Wild Bill Davison
- Buddy DeFranco
- Paul Desmond
- Vic Dickenson
- Johnny Dodds
- Baby Dodds
- Eric Dolphy
- Jimmy Dorsey
- Tommy Dorsey
- Eddie Durham
- George Duvivier
- Sweets Edison
- Roy Eldridge
- Duke Ellington
- Pee Wee Erwin
- Bill Evans
- Gil Evans
- Herschel Evans
- Tal Farlow
- Art Farmer
- Maynard Ferguson
- Ella Fitzgerald
- Tommy Flanagan
- Carl Fontana
- Frank Foster
- Bud Freeman
- Erroll Garner
- Stan Getz
- Terry Gibbs
- Dizzy Gillespie
- Benny Golson
- Benny Goodman
- Dexter Gordon
- Norman Granz
- Stéphane Grappelli
- Freddie Green
- Sonny Greer
- Bobby Hackett
- Bob Haggart
- Edmond Hall
- Lionel Hampton
- Slide Hampton
- Herbie Hancock
- W. C. Handy
- Roland Hanna
- Barry Harris
- Bill Harris
- Coleman Hawkins
- Roy Haynes
- Jimmy Heath
- Percy Heath
- Fletcher Henderson
- Jon Hendricks
- Woody Herman
- J. C. Higginbotham
- Earl Hines
- Milt Hinton
- Johnny Hodges
- Billie Holiday
- Bill Holman
- Helen Humes
- Dick Hyman
- Milt Jackson
- Illinois Jacquet
- Ahmad Jamal
- Budd Johnson
- James P. Johnson
- J. J. Johnson
- Elvin Jones
- Hank Jones
- Jo Jones
- Quincy Jones
- Jonah Jones
- Thad Jones
- Louis Jordan
- Max Kaminsky
- Wynton Kelly
- Stan Kenton
- John Kirby
- Andy Kirk
- Lee Konitz
- Gene Krupa
- Donald Lambert
- Eddie Lang
- John Lewis
- Jimmie Lunceford
- Shelly Manne
- Wynton Marsalis
- Jimmy McGriff
- Dave McKenna
- Jimmy McPartland
- Marian McPartland
- Carmen McRae
- Jay McShann
- Bubber Miley
- Charles Mingus
- Hank Mobley
- Thelonious Monk
- Wes Montgomery
- James Moody
- Joe Mooney
- Joe Morello
- Jelly Roll Morton
- Benny Moten
- Gerry Mulligan
- Ray Nance
- Tricky Sam Nanton
- Fats Navarro
- Frankie Newton
- Jimmie Noone
- Red Norvo
- Anita O’Day
- King Oliver
- Sy Oliver
- Kid Ory
- Hot Lips Page
- Charlie Parker
- Joe Pass
- Les Paul
- Oscar Peterson
- Art Pepper
- Oscar Pettiford
- Flip Phillips
- Bucky Pizzarelli
- Benny Powell
- Bud Powell
- Russell Procope
- Ma Rainey
- Don Redman
- Django Reinhardt
- Buddy Rich
- Max Roach
- Sonny Rollins
- Frank Rosolino
- Annie Ross
- Jimmy Rowles
- Jimmy Rushing
- Pee Wee Russell
- Charlie Shavers
- Artie Shaw
- George Shearing
- Wayne Shorter
- Horace Silver
- Zoot Sims
- Zutty Singleton
- Bessie Smith
- Stuff Smith
- Jimmy Smith
- Willie „The Lion“ Smith
- Muggsy Spanier
- Jess Stacy
- Slam Stewart
- Rex Stewart
- Sonny Stitt
- Billy Strayhorn
- Ralph Sutton
- Buddy Tate
- Art Tatum
- Billy Taylor
- Jack Teagarden
- Clark Terry
- Lucky Thompson
- Mel Tormé
- Dave Tough
- Lennie Tristano
- Frank Trumbauer
- Sarah Vaughan
- Joe Venuti
- Fats Waller
- Chick Webb
- Ben Webster
- Dick Wellstood
- Frank Wess
- Randy Weston
- Bob Wilber
- Joe Wilder
- Cootie Williams
- Claude Williams
- Joe Williams
- Mary Lou Williams
- Gerald Wilson
- Teddy Wilson
- Phil Woods
- Snooky Young
- Trummy Young
- Lester Young